# Kanton Quimper-1
Quimper-1 is een kanton van het Franse departement Finistère. Het kanton maakt deel uit van het arrondissement Quimper, met uitzondering van één gemeente in het arrondissement Châteaulin
Het kanton omvatte tot 2014 uitsluitend een deel van de gemeente Quimper.
Na de herindeling van de kantons bij decreet van 13 februari 2014, met uitwerking op 22 maart 2015, omvat het volgende gemeenten:
- Guengat
- Locronan
- Plogonnec
- Plomelin
- Plonéis
- Pluguffan
- Quimper (hoofdplaats) (westelijk deel)